# 14e étape du Tour de France 2019
Pour un article plus général, voir Tour de France 2019.
La 14e étape du Tour de France 2019 se déroule le samedi 20 juillet 2019 entre Tarbes et le col du Tourmalet (Barèges), sur une distance de 117,5 kilomètres.

## Parcours
L'ascension finale se fait par le versant ouest, depuis Luz-Saint-Sauveur, alors que traditionnellement le col était gravi par l'est, via Sainte-Marie-de-Campan et La Mongie.
Le col du Tourmalet est le plus haut col routier des Pyrénées situé entièrement en France avec 2 115 m et il est l'un des cols les plus empruntés.

Caravane au départ de Tarbes.
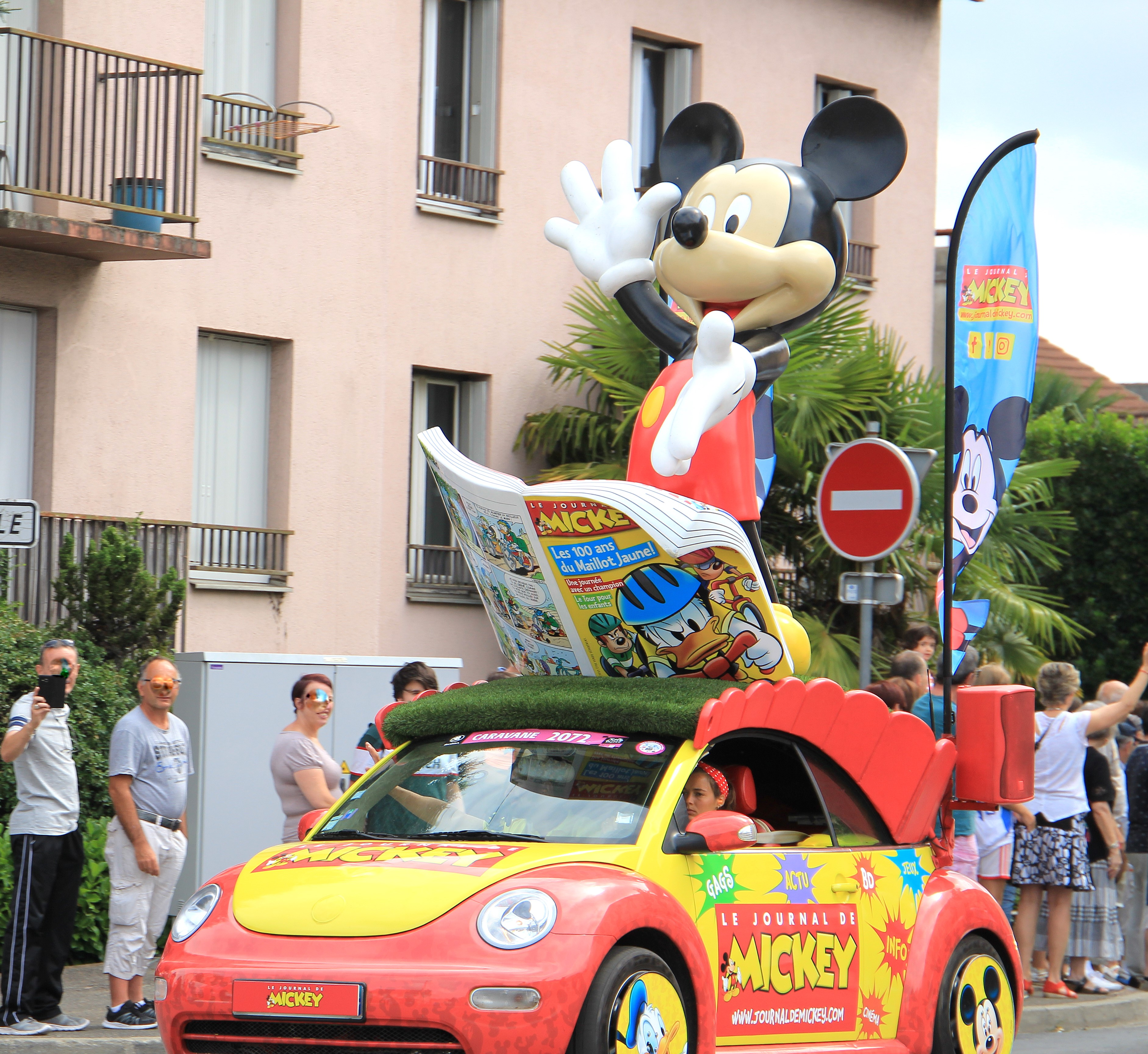
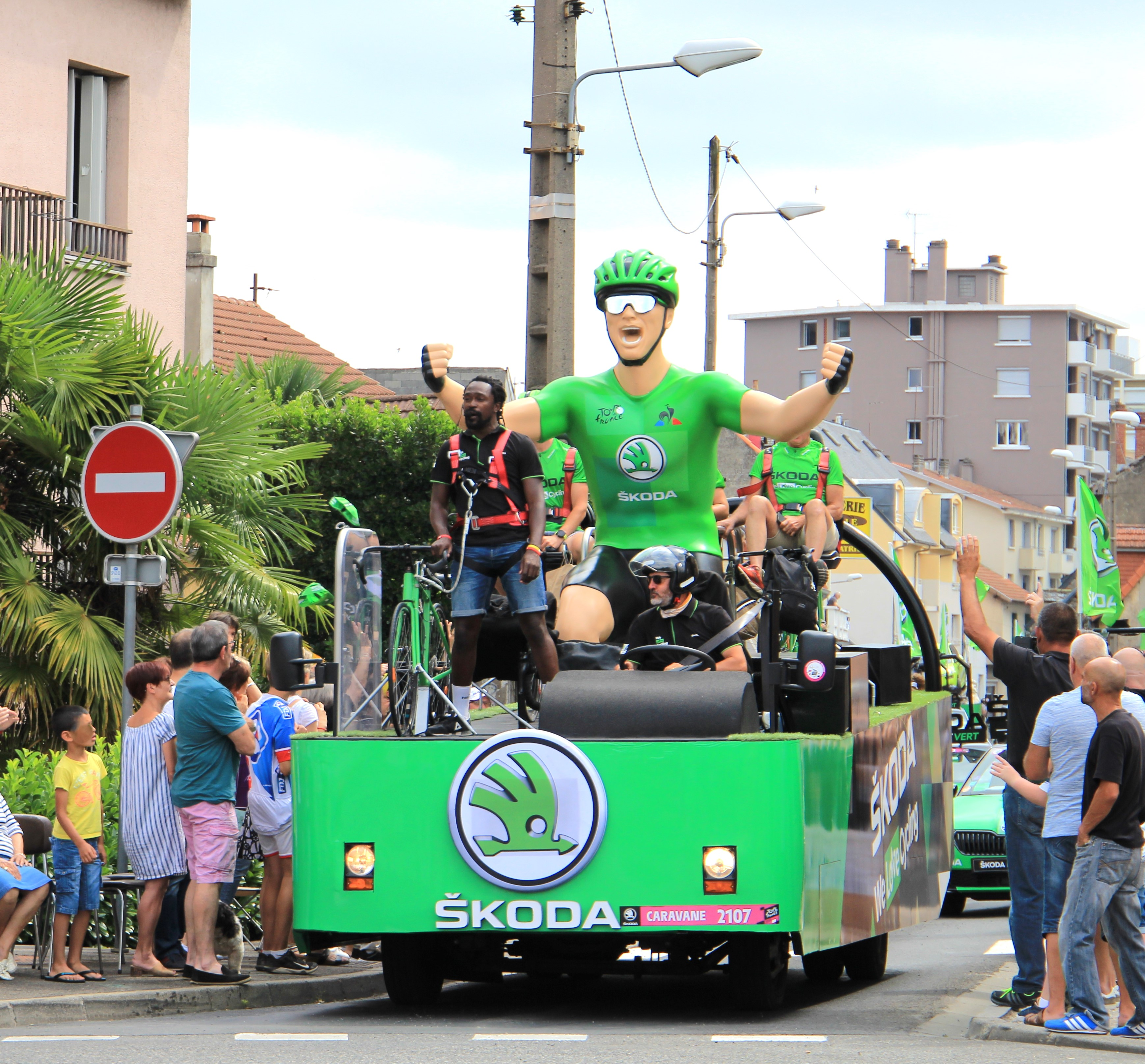
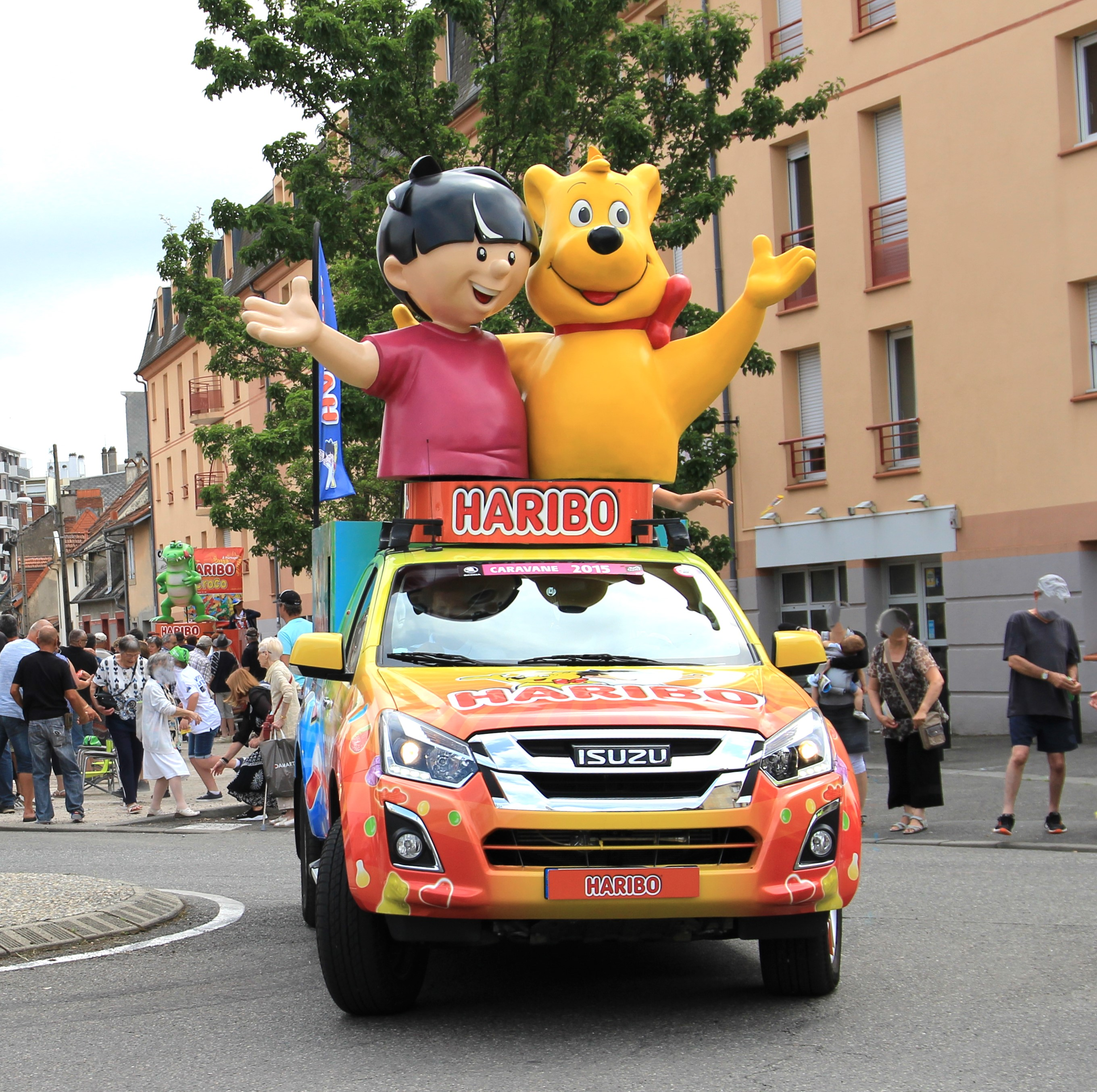
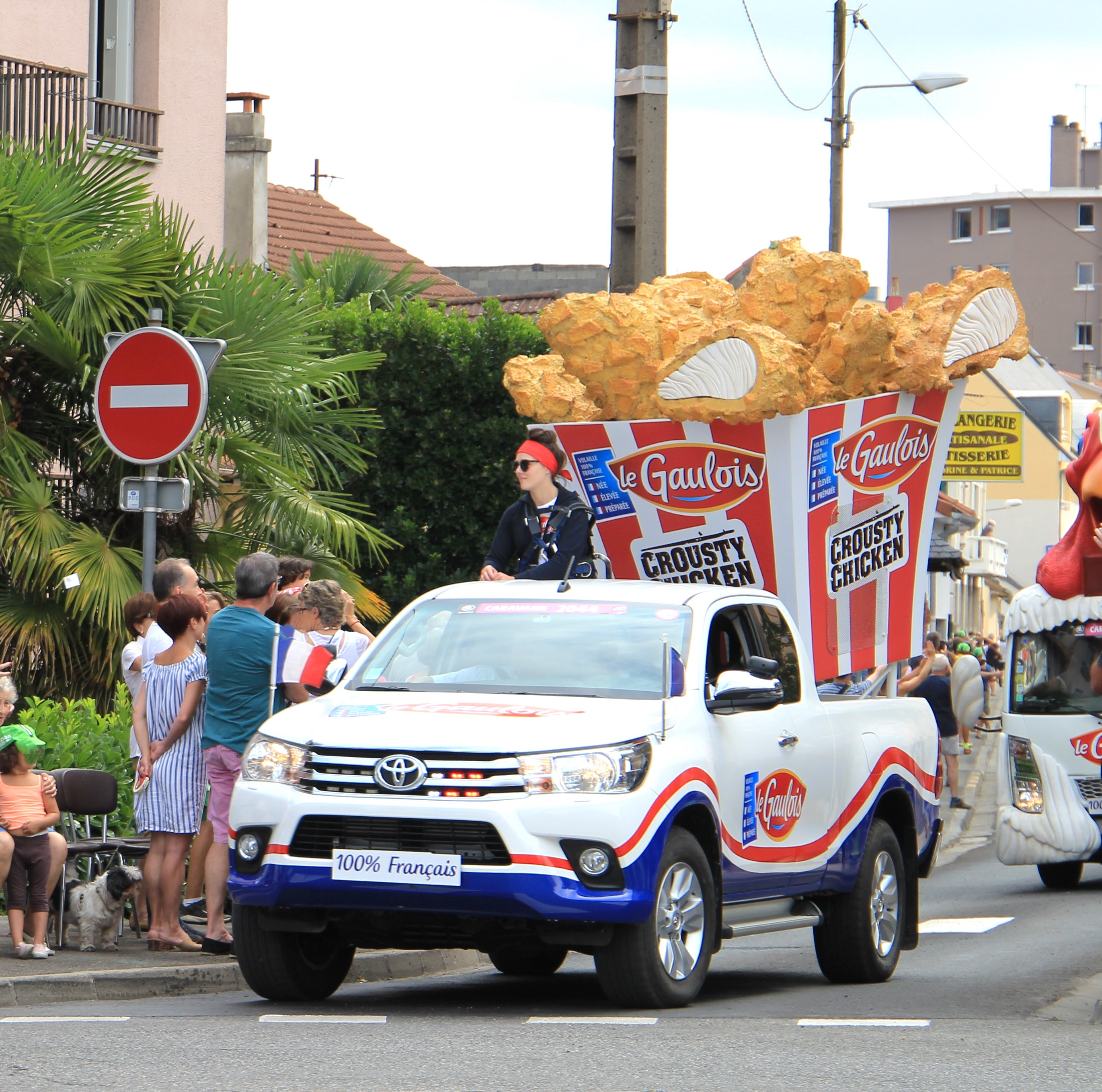
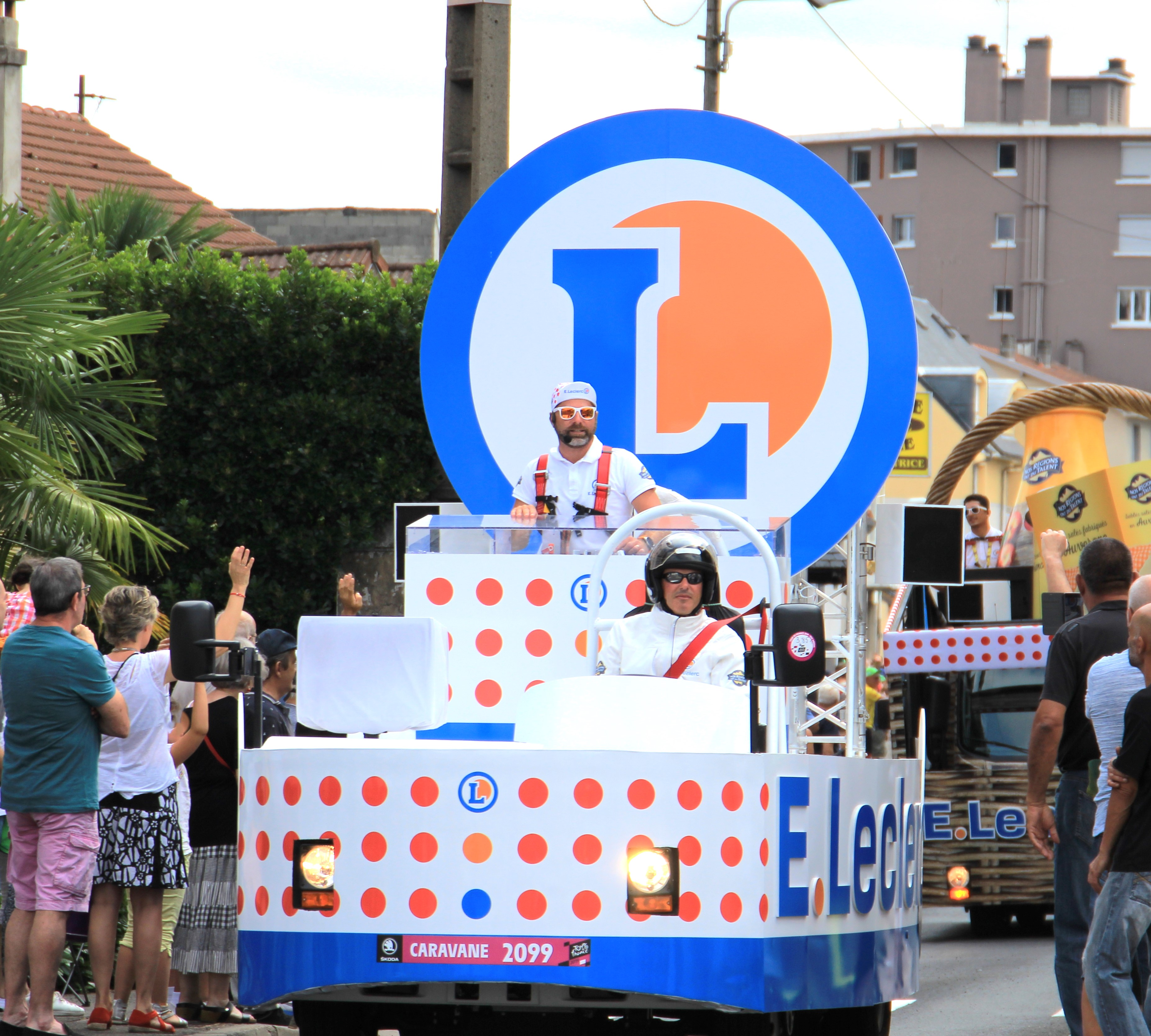
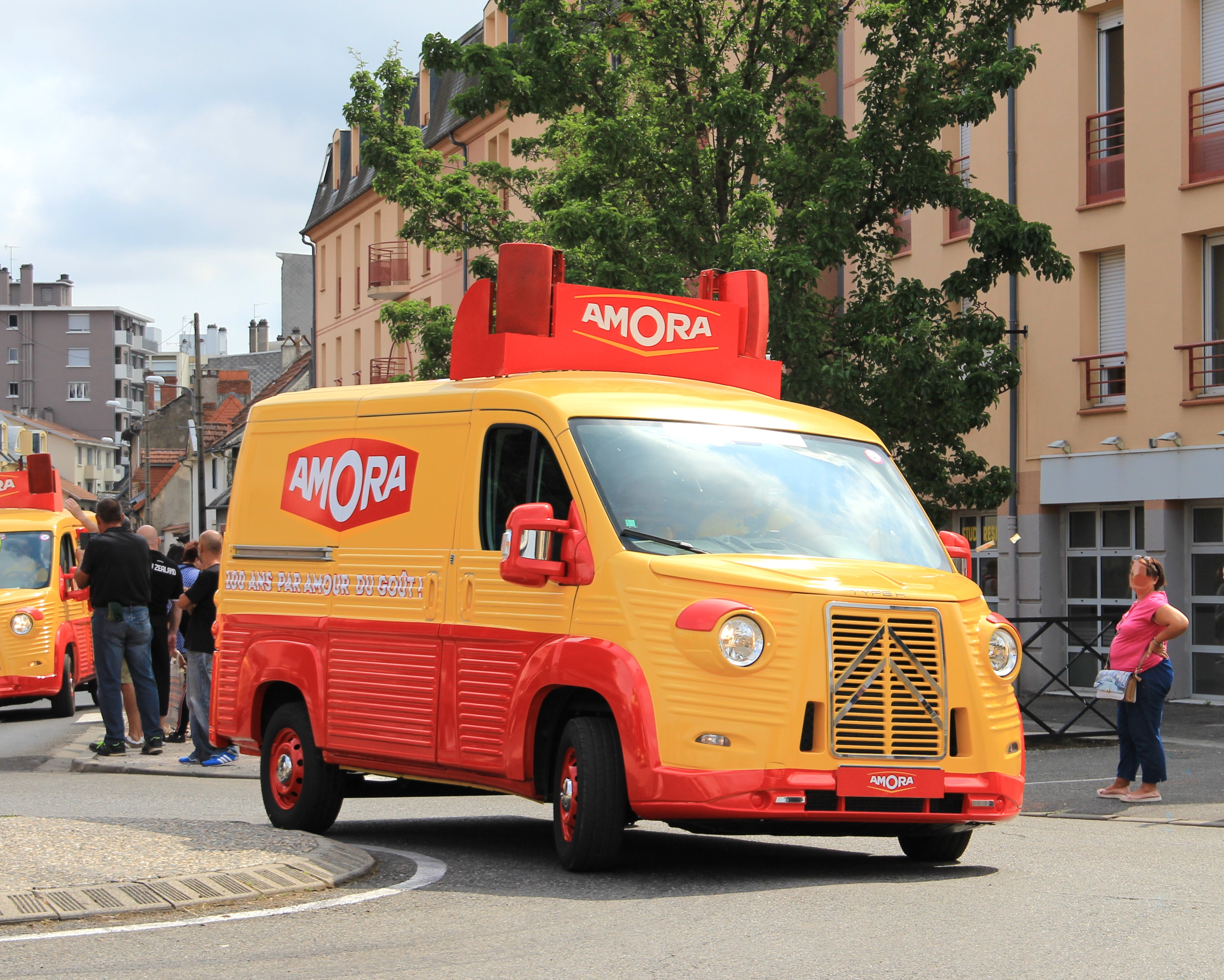
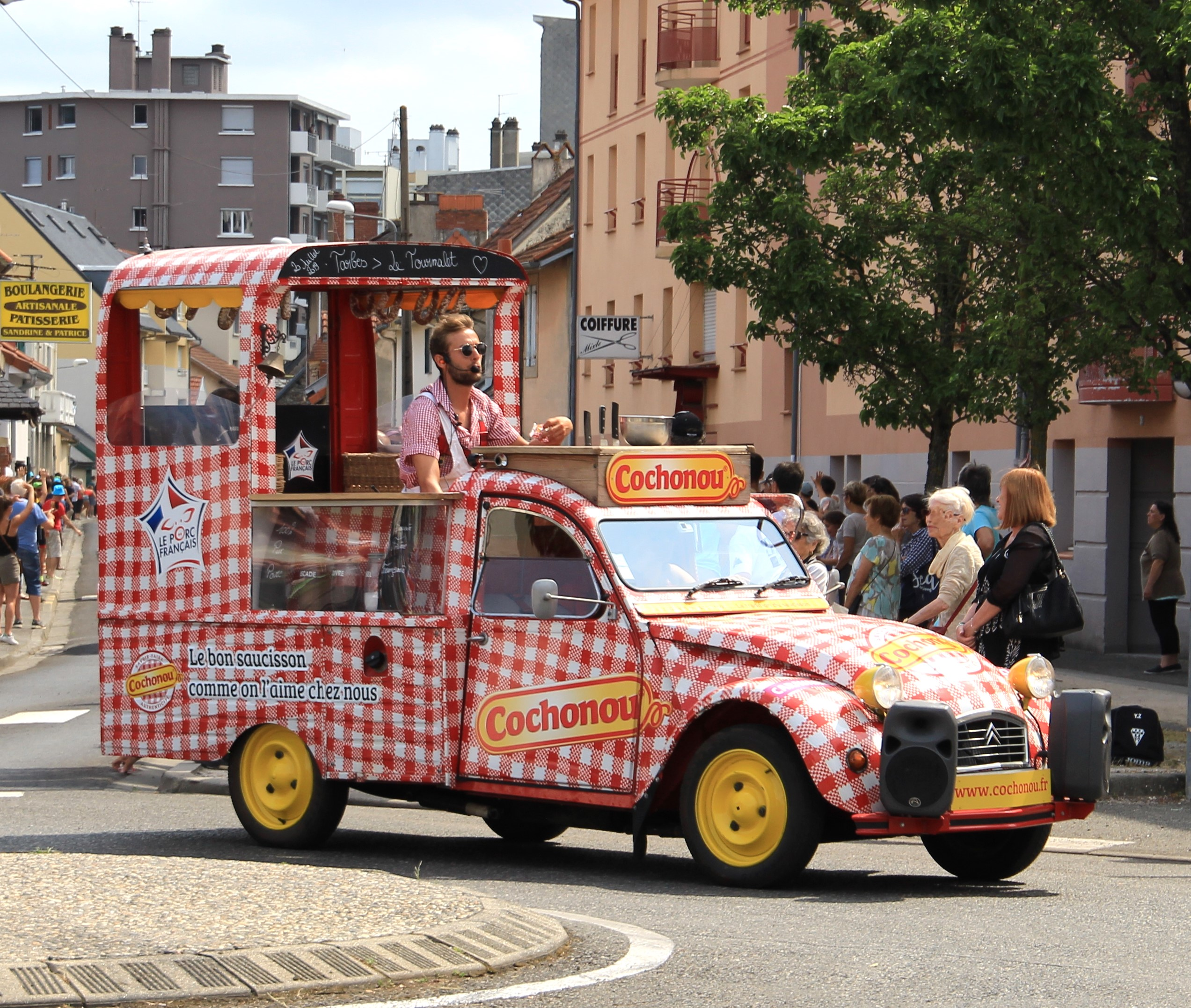
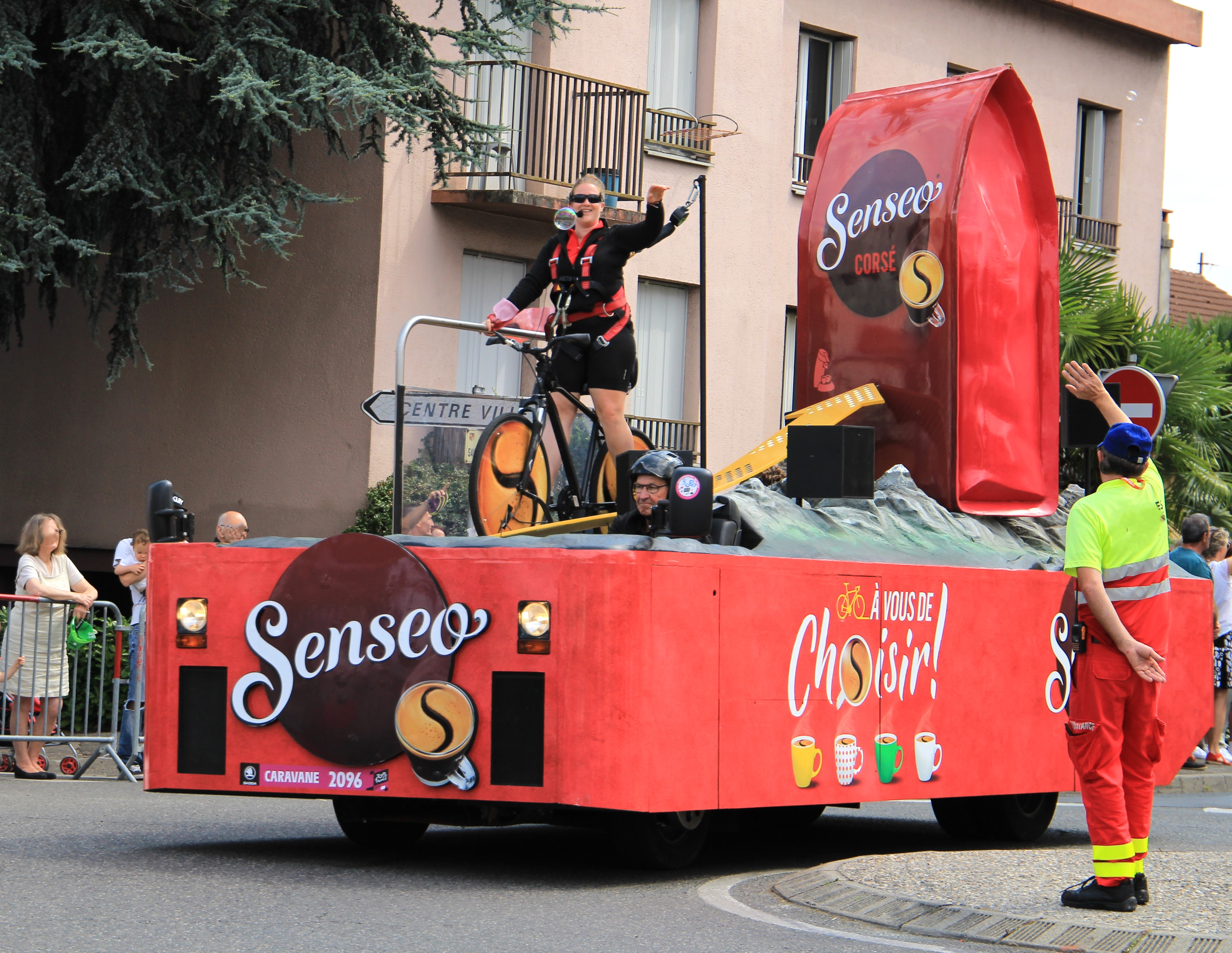
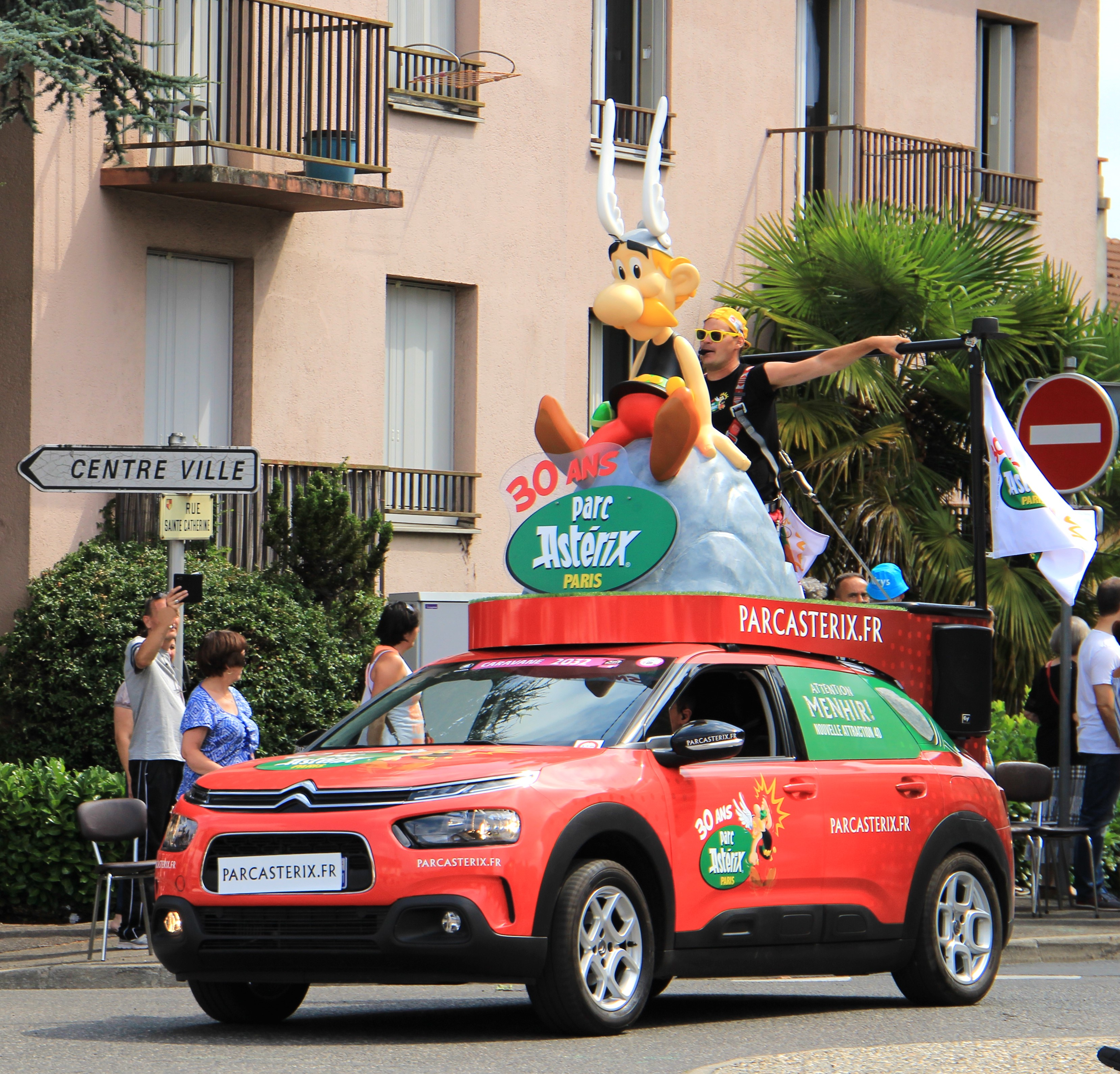

## Déroulement de la course
Le départ officiel de la course a été donné au kilomètre 6. Un groupe d'échappés comprenant le maillot vert Peter Sagan, Vincenzo Nibali, Matej Mohorič, Tim Wellens, Ilnur Zakarin, Lennard Kämna, Lilian Calmejane, Rein Taaramäe, Romain Sicard, Guillaume Martin, Élie Gesbert n'obtient que trois minutes d'avance sur le peloton.
Au col du Soulor, l'échappée, qui n'a pas plus de 3 minutes d'avance, se casse ne gardant que les membres les plus forts, tandis que dans le peloton, la Movistar accélère la cadence. Romain Bardet subit une défaillance dans le Soulor et se retrouve à près de vingt minutes de la tête de la course, ce qui annihile définitivement ses chances au classement général. Une fois le Soulor passé, les coureurs se dirigent vers Luz-Saint-Sauveur pour aborder la montée finale. Élie Gesbert part en solitaire mais sera, comme tous ses compagnons d'échappée, rattrapé par le peloton (mené par les Movistar) qui les tenait à portée. 
Dans les premières rampes du Tourmalet, Nairo Quintana décroche, ce qui amène la Movistar à laisser place aux Ineos pour faire le train. Mais ces derniers ne sont pas aussi dominateurs qu'espéré. La Groupama-FDJ en profite et David Gaudu emmène Thibaut Pinot pour imprimer un rythme plus rapide. Dan Martin, Bauke Mollema, Richie Porte, Enric Mas et Rigoberto Urán lâchent tour à tour. Julian Alaphilippe tient bon et alors que les Jumbo-Visma, en supériorité numérique, mènent le train pour leur leader Steven Kruijswijk, Geraint Thomas lâche prise dans les derniers hectomètres. Il ne reste plus qu'une poignée d'hommes pour jouer la victoire d'étape au sommet. Thibaut Pinot s'extirpe du groupe dans les 300 derniers mètres pour s'imposer, et Julian Alaphilippe, resté parmi les meilleurs, attrape la deuxième place avec 6 secondes de bonifications supplémentaires, confortant encore plus son maillot jaune.
Les deux coureurs français sont félicités en personne par Emmanuel Macron, président de la République, venu assister à l'étape du jour en compagnie de Christian Prudhomme, directeur du Tour. Au classement général, Thomas a perdu une trentaine de secondes sur Pinot, Alaphilippe, Kruijswijk, Buchmann et Bernal, arrivés en tête dans cet ordre. Kruijswijk monte d'une place au classement général, dépassant Bernal qui quant à lui reprend à Enric Mas le maillot blanc du meilleur jeune. Le maillot à pois est conservé par Tim Wellens (avec une vingtaine de points d'avance sur Thibaut Pinot qui grâce aux 40 points de sa victoire en côte hors-catégorie à plus de 2 000 m s'intercale entre Wellens et son coéquipier Thomas De Gendt au classement de la montagne) tandis que Peter Sagan semble se diriger vers un septième maillot vert à Paris, ayant près de 100 points d'avance sur son dauphin Sonny Colbrelli.

Équipe cycliste au départ de Tarbes.
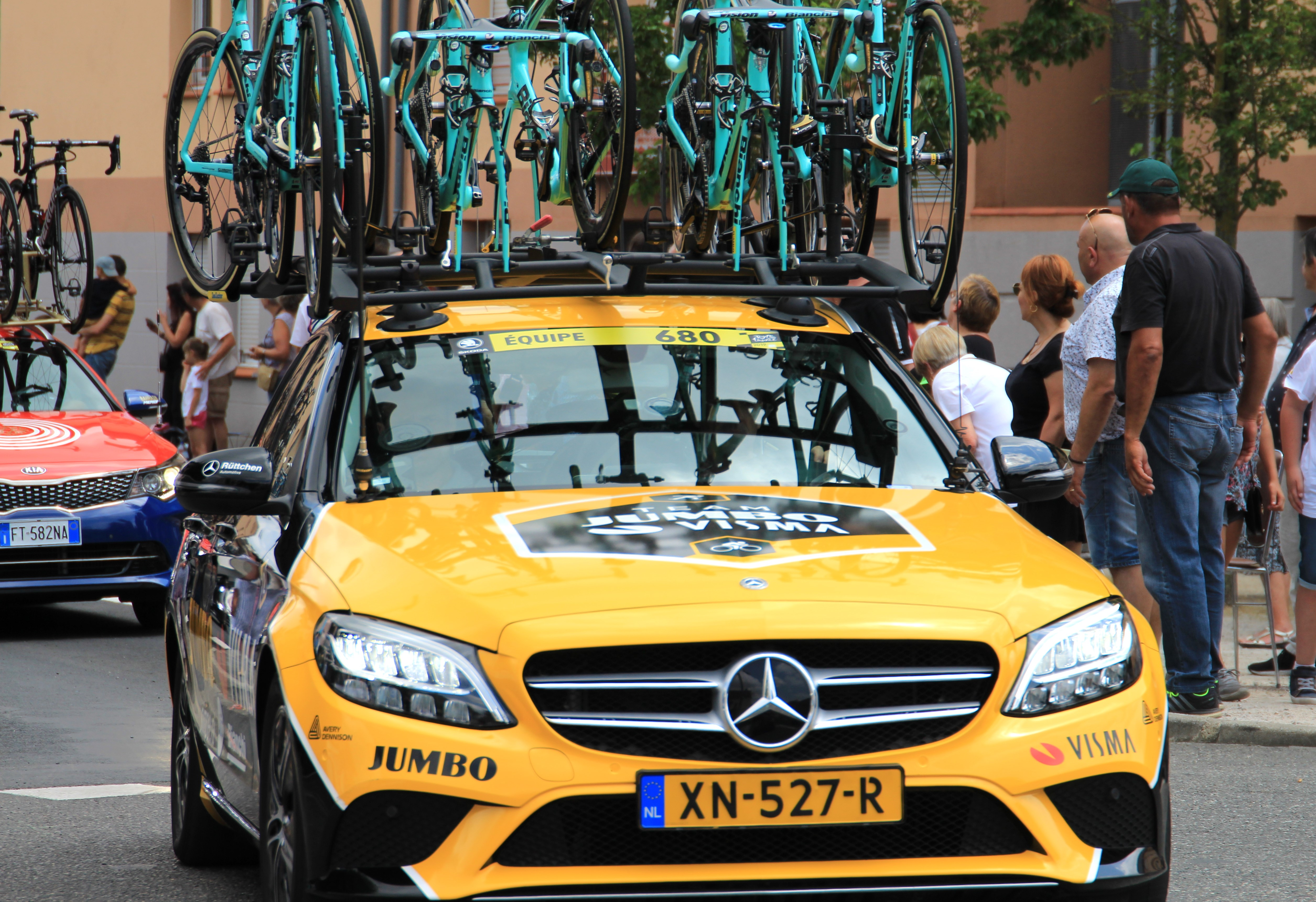
Équipe Jumbo-Visma.
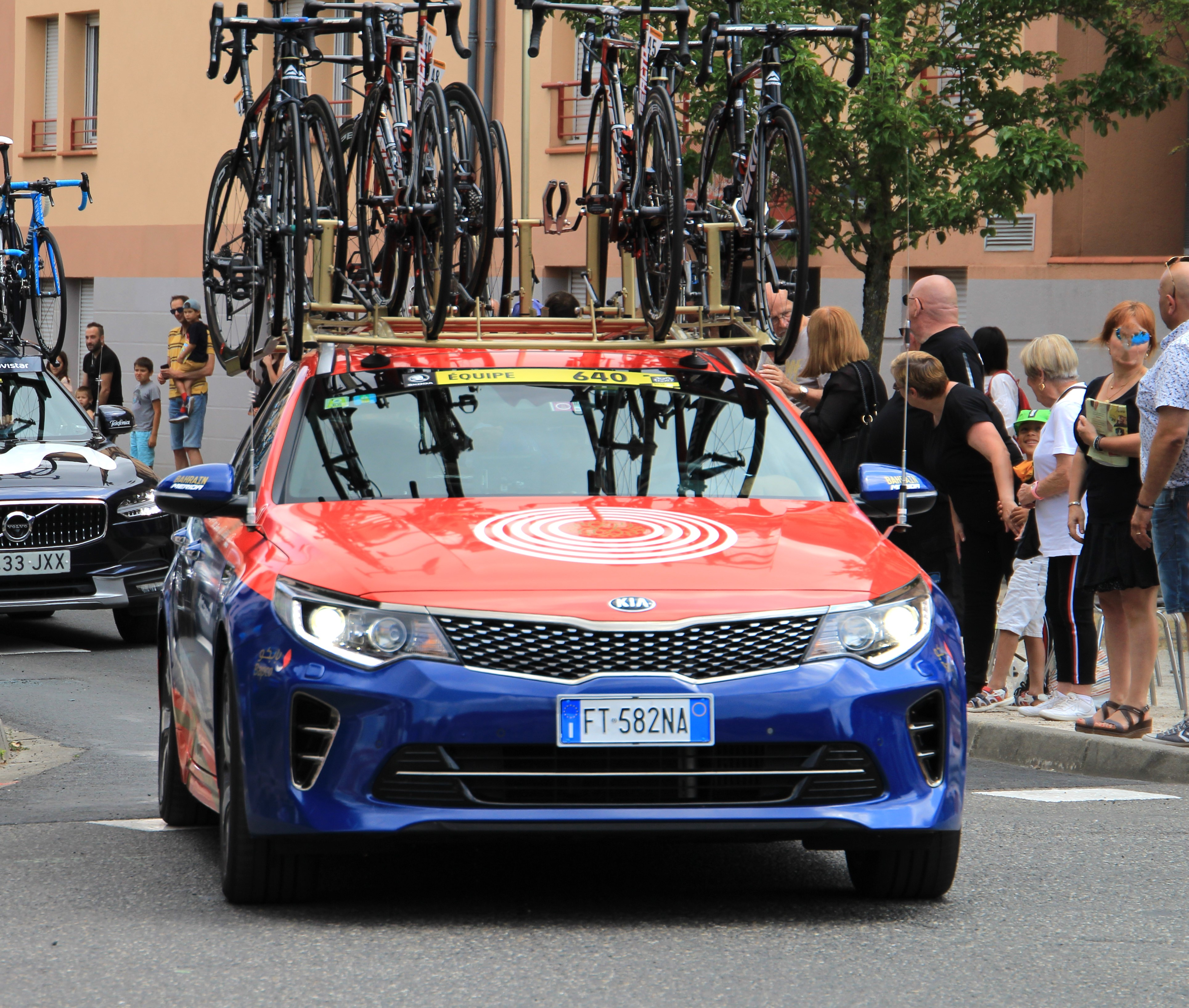
Équipe Bahrain.
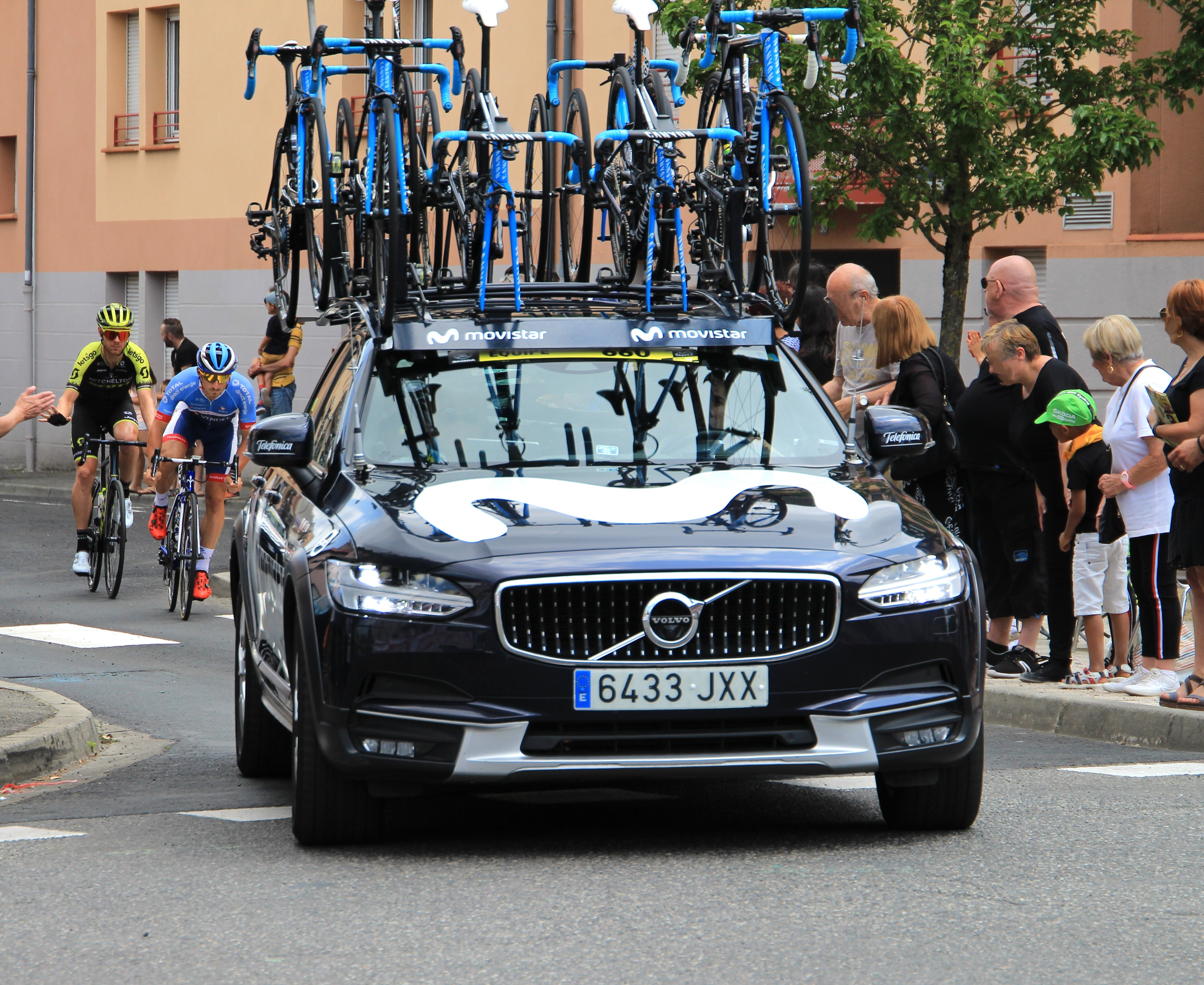
Équipe Movistar.
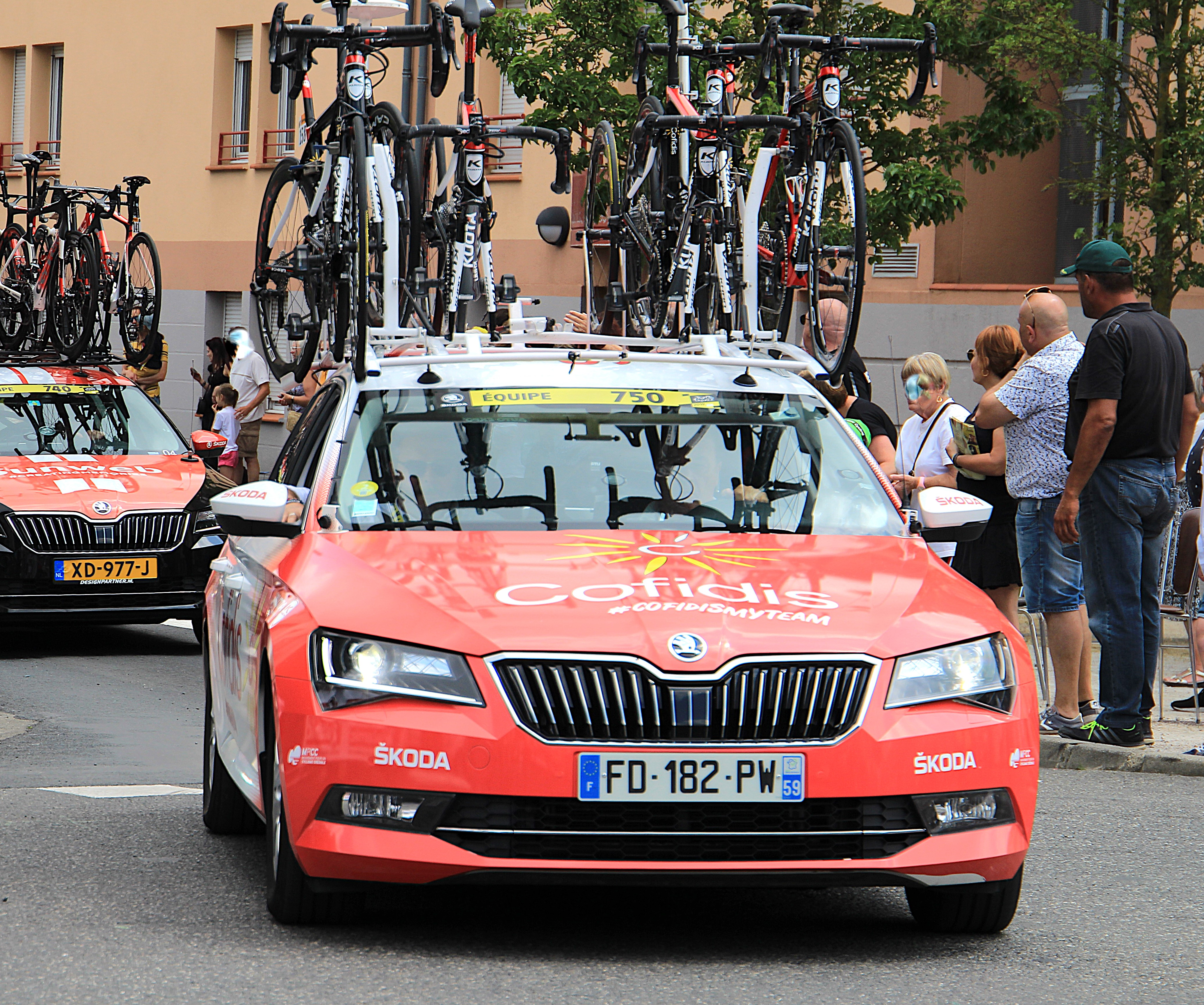
Équipe Cofidis.
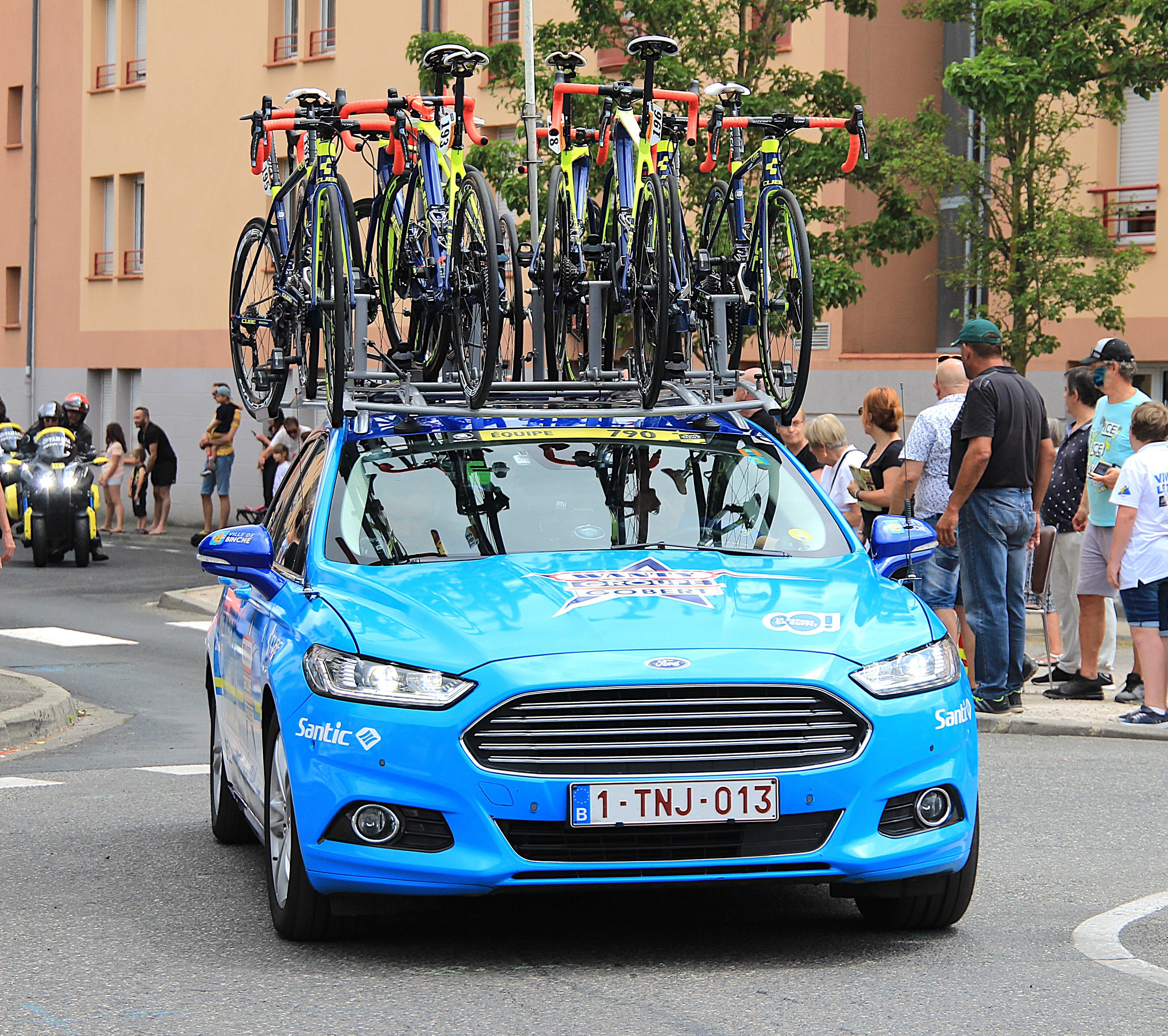
Équipe Wanty.
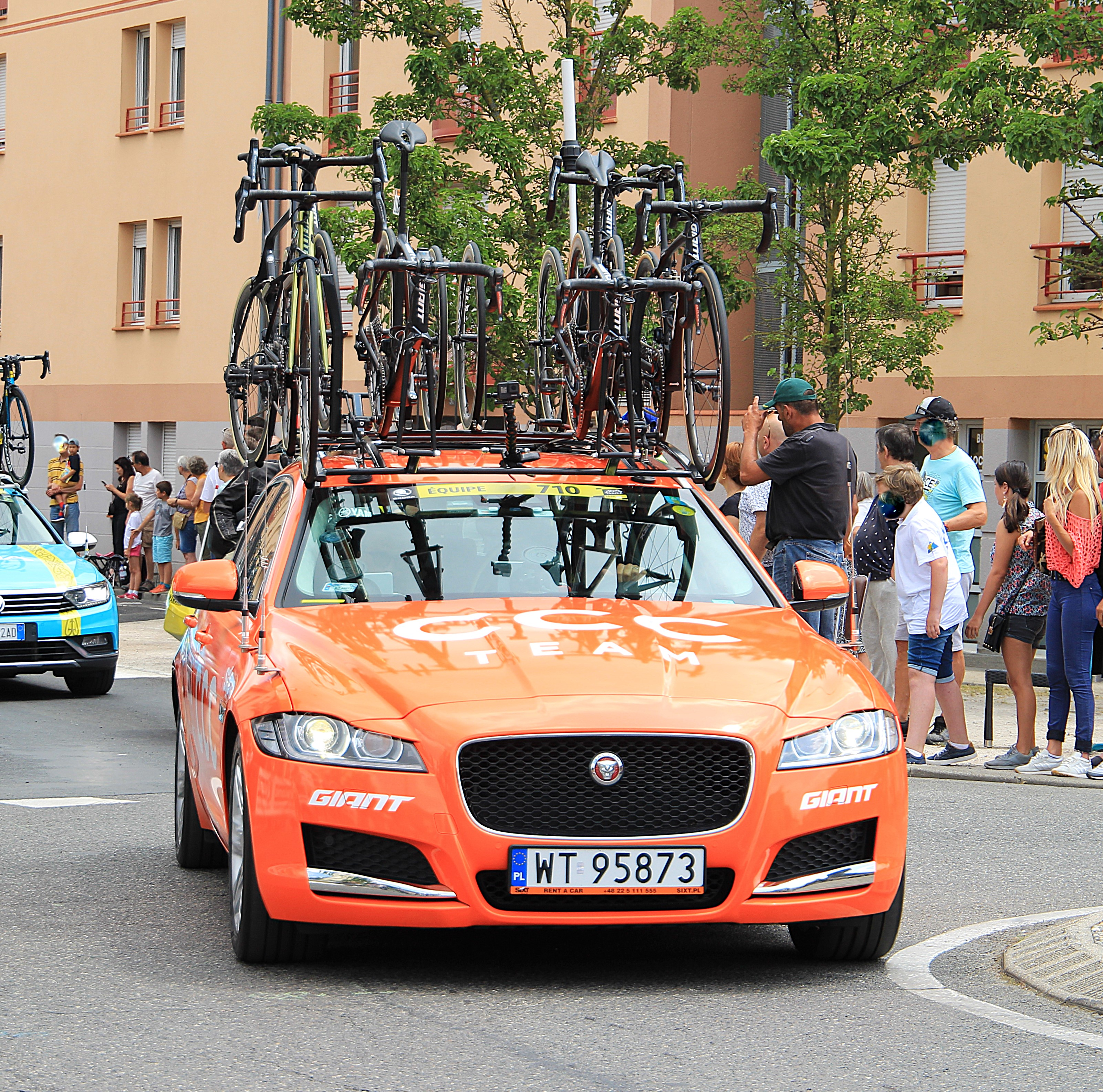
Équipe CCC.
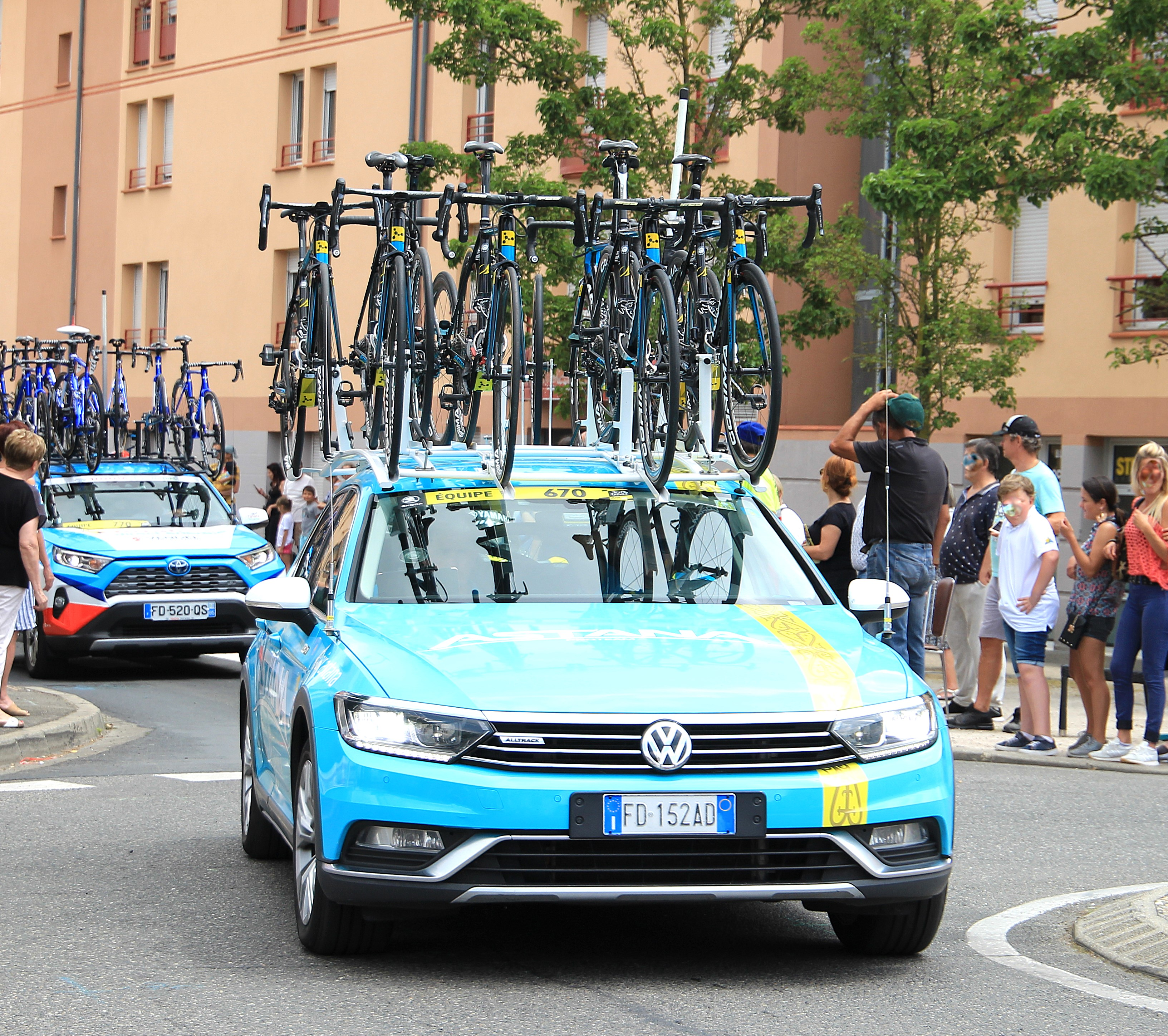
Équipe Astana.
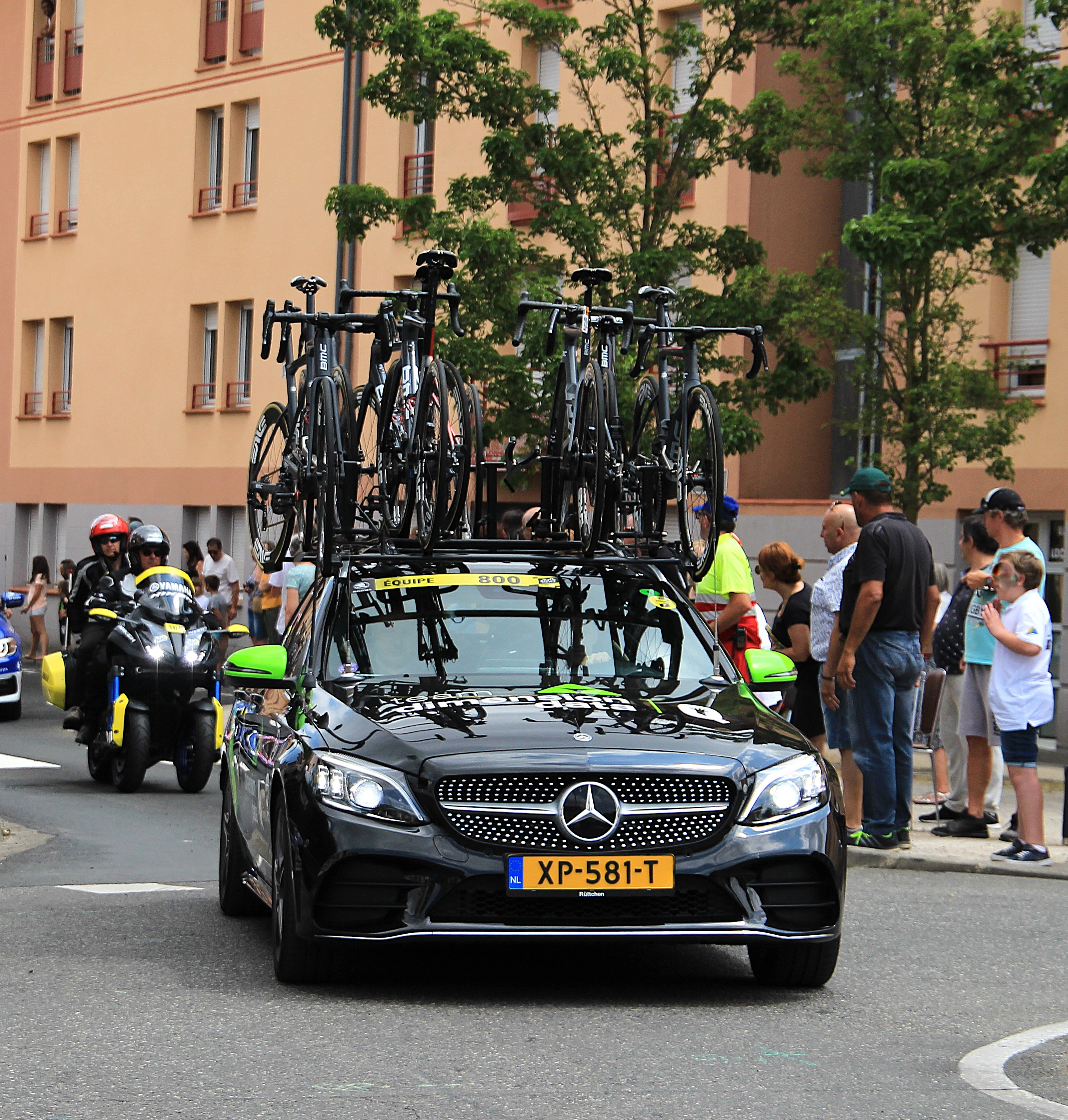
Équipe Dimension Data.
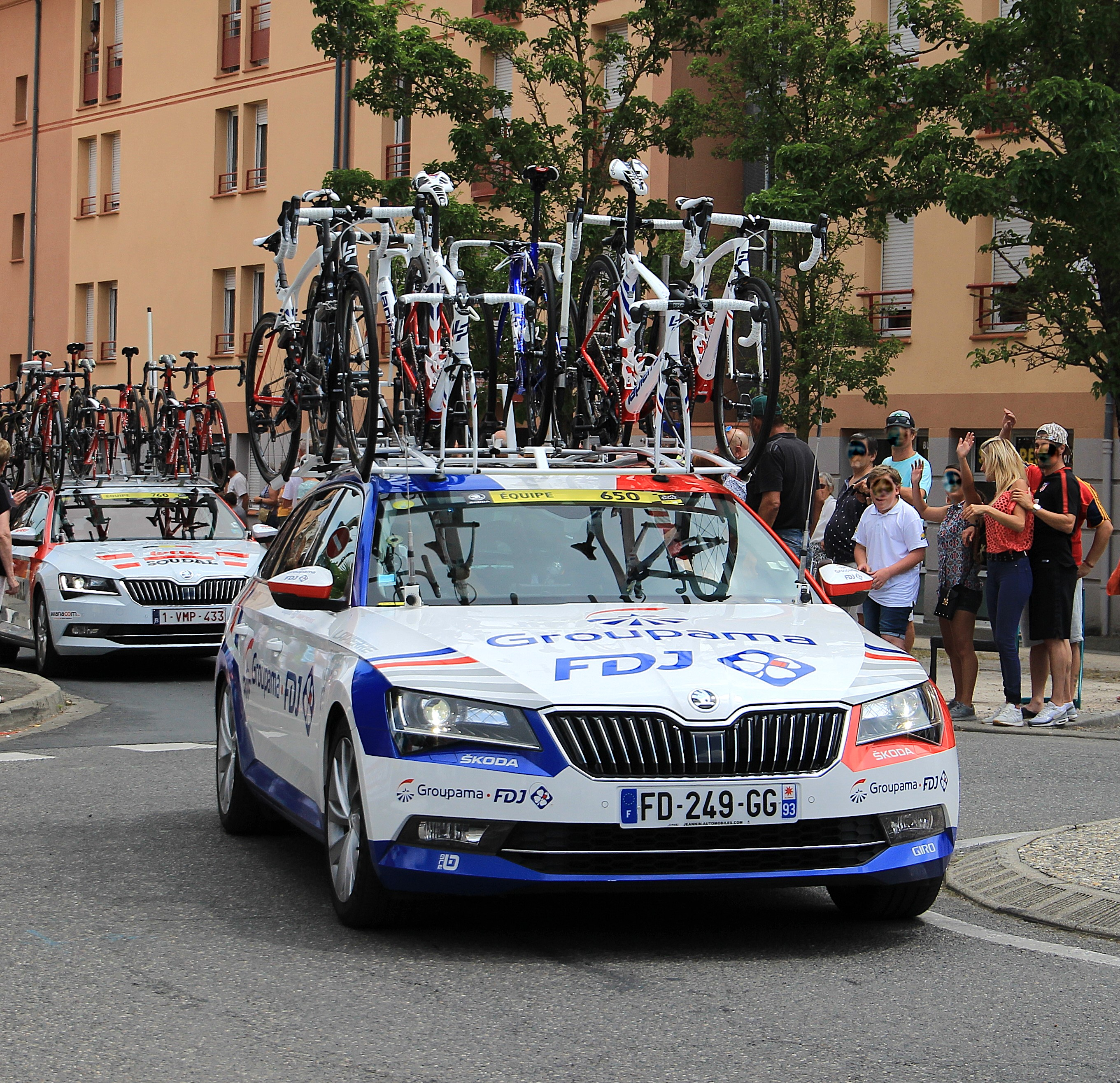
Équipe Groupama-FDJ.

## Résultats

### Classement de l'étape
| Classement de la 14e étape | Classement de la 14e étape | Classement de la 14e étape | Classement de la 14e étape | Classement de la 14e étape |
|                            | Coureur                    | Pays                       | Équipe                     | Temps                      |
| -------------------------- | -------------------------- | -------------------------- | -------------------------- | -------------------------- |
| 1er                        | Thibaut Pinot              | France                     | Groupama-FDJ               | en 3 h 10 min 20 s         |
| 2e                         | Julian Alaphilippe         | France                     | Deceuninck-Quick Step      | + 6 s                      |
| 3e                         | Steven Kruijswijk          | Pays-Bas                   | Jumbo-Visma                | + 6 s                      |
| 4e                         | Emanuel Buchmann           | Allemagne                  | Bora-Hansgrohe             | + 8 s                      |
| 5e                         | Egan Bernal                | Colombie                   | Ineos                      | + 8 s                      |
| 6e                         | Mikel Landa                | Espagne                    | Movistar                   | + 14 s                     |
| 7e                         | Rigoberto Urán             | Colombie                   | EF Education First         | + 30 s                     |
| 8e                         | Geraint Thomas             | Royaume-Uni                | Ineos                      | + 36 s                     |
| 9e                         | Warren Barguil             | France                     | Arkéa-Samsic               | + 38 s                     |
| 10e                        | Jakob Fuglsang             | Danemark                   | Astana                     | + 53 s                     |
| modifier                   |                            |                            |                            |                            |

### Points attribués
| Sprint intermédiaire Pierrefitte-Nestalas (km 86) | Sprint intermédiaire Pierrefitte-Nestalas (km 86) | Sprint intermédiaire Pierrefitte-Nestalas (km 86) | Sprint intermédiaire Pierrefitte-Nestalas (km 86) | Sprint intermédiaire Pierrefitte-Nestalas (km 86) |
| ------------------------------------------------- | ------------------------------------------------- | ------------------------------------------------- | ------------------------------------------------- | ------------------------------------------------- |
|                                                   | Coureur                                           | Pays                                              | Équipe                                            | Point(s)                                          |
| 1er                                               | Tim Wellens                                       | Belgique                                          | Lotto-Soudal                                      | 20                                                |
| 2e                                                | Élie Gesbert                                      | France                                            | Arkéa-Samsic                                      | 17                                                |
| 3e                                                | Vincenzo Nibali                                   | Italie                                            | Bahrain-Merida                                    | 15                                                |
| 4e                                                | Lilian Calmejane                                  | France                                            | Total Direct Énergie                              | 13                                                |
| 5e                                                | Romain Sicard                                     | France                                            | Total Direct Énergie                              | 11                                                |
| 6e                                                | Ilnur Zakarin                                     | Russie                                            | Katusha-Alpecin                                   | 10                                                |
| 7e                                                | Lennard Kämna                                     | Allemagne                                         | Sunweb                                            | 9                                                 |
| 8e                                                | Luis León Sánchez                                 | Espagne                                           | Astana                                            | 8                                                 |
| 9e                                                | Peter Sagan                                       | Slovaquie                                         | Bora-Hansgrohe                                    | 7                                                 |
| 10e                                               | Carlos Verona                                     | Espagne                                           | Movistar                                          | 6                                                 |
| 11e                                               | Andrey Amador                                     | Costa Rica                                        | Movistar                                          | 5                                                 |
| 12e                                               | Marc Soler                                        | Espagne                                           | Movistar                                          | 4                                                 |
| 13e                                               | Alejandro Valverde                                | Espagne                                           | Movistar                                          | 3                                                 |
| 14e                                               | Mikel Landa                                       | Espagne                                           | Movistar                                          | 2                                                 |
| 15e                                               | Nairo Quintana                                    | Colombie                                          | Movistar                                          | 1                                                 |
| modifier                                          |                                                   |                                                   |                                                   |                                                   |

| Arrivée d'étape Tourmalet - Barèges (km 117,5) | Arrivée d'étape Tourmalet - Barèges (km 117,5) | Arrivée d'étape Tourmalet - Barèges (km 117,5) | Arrivée d'étape Tourmalet - Barèges (km 117,5) | Arrivée d'étape Tourmalet - Barèges (km 117,5) |
| ---------------------------------------------- | ---------------------------------------------- | ---------------------------------------------- | ---------------------------------------------- | ---------------------------------------------- |
|                                                | Coureur                                        | Pays                                           | Équipe                                         | Point(s)                                       |
| 1er                                            | Thibaut Pinot                                  | France                                         | Groupama-FDJ                                   | 20                                             |
| 2e                                             | Julian Alaphilippe                             | France                                         | Deceuninck-Quick Step                          | 17                                             |
| 3e                                             | Steven Kruijswijk                              | Pays-Bas                                       | Jumbo-Visma                                    | 15                                             |
| 4e                                             | Emanuel Buchmann                               | Allemagne                                      | Bora-Hansgrohe                                 | 13                                             |
| 5e                                             | Egan Bernal                                    | Colombie                                       | Ineos                                          | 11                                             |
| 6e                                             | Mikel Landa                                    | Espagne                                        | Movistar                                       | 10                                             |
| 7e                                             | Rigoberto Urán                                 | Colombie                                       | EF Education First                             | 9                                              |
| 8e                                             | Geraint Thomas                                 | Royaume-Uni                                    | Ineos                                          | 8                                              |
| 9e                                             | Warren Barguil                                 | France                                         | Arkéa-Samsic                                   | 7                                              |
| 10e                                            | Jakob Fuglsang                                 | Danemark                                       | Astana                                         | 6                                              |
| 11e                                            | George Bennett                                 | Nouvelle-Zélande                               | Jumbo-Visma                                    | 5                                              |
| 12e                                            | Alejandro Valverde                             | Espagne                                        | Movistar                                       | 4                                              |
| 13e                                            | Laurens De Plus                                | Belgique                                       | Jumbo-Visma                                    | 3                                              |
| 14e                                            | Richie Porte                                   | Australie                                      | Trek-Segafredo                                 | 2                                              |
| 15e                                            | David Gaudu                                    | France                                         | Groupama-FDJ                                   | 1                                              |
| modifier                                       |                                                |                                                |                                                |                                                |

|   | \| \| Coureur \| Pays \| Équipe \| Bonifications \| \| - \| ------------------ \| -------- \| --------------------- \| ------------- \| \| 1 \| Thibaut Pinot \| France \| Groupama-FDJ \| 10 s \| \| 2 \| Julian Alaphilippe \| France \| Deceuninck-Quick Step \| 6 s \| \| 3 \| Steven Kruijswijk \| Pays-Bas \| Jumbo-Visma \| 4 s \| |          |                       |               |
|   | Coureur | Pays     | Équipe                | Bonifications |
| 1 | Thibaut Pinot | France   | Groupama-FDJ          | 10 s          |
| 2 | Julian Alaphilippe | France   | Deceuninck-Quick Step | 6 s           |
| 3 | Steven Kruijswijk | Pays-Bas | Jumbo-Visma           | 4 s           |

### Cols et côtes
| Côte de Labatmale (km 18) 4e catégorie (1,4km à 6,7%) | Côte de Labatmale (km 18) 4e catégorie (1,4km à 6,7%) | Côte de Labatmale (km 18) 4e catégorie (1,4km à 6,7%) | Côte de Labatmale (km 18) 4e catégorie (1,4km à 6,7%) | Côte de Labatmale (km 18) 4e catégorie (1,4km à 6,7%) |
| ----------------------------------------------------- | ----------------------------------------------------- | ----------------------------------------------------- | ----------------------------------------------------- | ----------------------------------------------------- |
|                                                       | Coureur                                               | Pays                                                  | Équipe                                                | Point(s)                                              |
| 1er                                                   | Vincenzo Nibali                                       | Italie                                                | Bahrain-Merida                                        | 1                                                     |
| modifier                                              |                                                       |                                                       |                                                       |                                                       |

| Col du Soulor (km 60,5) 1re catégorie (11,9km à 7,8%) | Col du Soulor (km 60,5) 1re catégorie (11,9km à 7,8%) | Col du Soulor (km 60,5) 1re catégorie (11,9km à 7,8%) | Col du Soulor (km 60,5) 1re catégorie (11,9km à 7,8%) | Col du Soulor (km 60,5) 1re catégorie (11,9km à 7,8%) |
| ----------------------------------------------------- | ----------------------------------------------------- | ----------------------------------------------------- | ----------------------------------------------------- | ----------------------------------------------------- |
|                                                       | Coureur                                               | Pays                                                  | Équipe                                                | Point(s)                                              |
| 1er                                                   | Tim Wellens                                           | Belgique                                              | Lotto-Soudal                                          | 10                                                    |
| 2e                                                    | Vincenzo Nibali                                       | Italie                                                | Bahrain-Merida                                        | 8                                                     |
| 3e                                                    | Élie Gesbert                                          | France                                                | Arkéa-Samsic                                          | 6                                                     |
| 4e                                                    | Ilnur Zakarin                                         | Russie                                                | Katusha-Alpecin                                       | 4                                                     |
| 5e                                                    | Romain Sicard                                         | France                                                | Total Direct Énergie                                  | 2                                                     |
| 6e                                                    | Carlos Verona                                         | Espagne                                               | Movistar                                              | 1                                                     |
| modifier                                              |                                                       |                                                       |                                                       |                                                       |

| \| Col du Tourmalet - Souvenir Jacques-Goddet (km 117,5) Hors catégorie (19,0km à 7,4%) \| Col du Tourmalet - Souvenir Jacques-Goddet (km 117,5) Hors catégorie (19,0km à 7,4%) \| Col du Tourmalet - Souvenir Jacques-Goddet (km 117,5) Hors catégorie (19,0km à 7,4%) \| Col du Tourmalet - Souvenir Jacques-Goddet (km 117,5) Hors catégorie (19,0km à 7,4%) \| Col du Tourmalet - Souvenir Jacques-Goddet (km 117,5) Hors catégorie (19,0km à 7,4%) \| \| ------------------------------------------------------------------------------------ \| ------------------------------------------------------------------------------------ \| ------------------------------------------------------------------------------------ \| ------------------------------------------------------------------------------------ \| ------------------------------------------------------------------------------------ \| \| \| Coureur \| Pays \| Équipe \| Point(s) \| \| 1er \| Thibaut Pinot \| France \| Groupama-FDJ \| 40 \| \| 2e \| Julian Alaphilippe \| France \| Deceuninck-Quick Step \| 30 \| \| 3e \| Steven Kruijswijk \| Pays-Bas \| Jumbo-Visma \| 24 \| \| 4e \| Emanuel Buchmann \| Allemagne \| Bora-Hansgrohe \| 20 \| \| 5e \| Egan Bernal \| Colombie \| Ineos \| 16 \| \| 6e \| Mikel Landa \| Espagne \| Movistar \| 12 \| \| 7e \| Rigoberto Urán \| Colombie \| EF Education First \| 8 \| \| 8e \| Geraint Thomas \| Royaume-Uni \| Ineos \| 4 \| \| modifier \| \| \| \| \| |                    |             |                       |          |
| Col du Tourmalet - Souvenir Jacques-Goddet (km 117,5) Hors catégorie (19,0km à 7,4%) |                    |             |                       |          |
| | Coureur            | Pays        | Équipe                | Point(s) |
| 1er | Thibaut Pinot      | France      | Groupama-FDJ          | 40       |
| 2e | Julian Alaphilippe | France      | Deceuninck-Quick Step | 30       |
| 3e | Steven Kruijswijk  | Pays-Bas    | Jumbo-Visma           | 24       |
| 4e | Emanuel Buchmann   | Allemagne   | Bora-Hansgrohe        | 20       |
| 5e | Egan Bernal        | Colombie    | Ineos                 | 16       |
| 6e | Mikel Landa        | Espagne     | Movistar              | 12       |
| 7e | Rigoberto Urán     | Colombie    | EF Education First    | 8        |
| 8e | Geraint Thomas     | Royaume-Uni | Ineos                 | 4        |
| modifier |                    |             |                       |          |

### Prix de la combativité
- Élie Gesbert (Arkéa-Samsic)

## Classements à l'issue de l'étape

### Classement général
| Classement général | Classement général | Classement général | Classement général    | Classement général  |
|                    | Coureur            | Pays               | Équipe                | Temps               |
| ------------------ | ------------------ | ------------------ | --------------------- | ------------------- |
| 1er                | Julian Alaphilippe | France             | Deceuninck-Quick Step | en 56 h 11 min 29 s |
| 2e                 | Geraint Thomas     | Royaume-Uni        | Ineos                 | + 2 min 2 s         |
| 3e                 | Steven Kruijswijk  | Pays-Bas           | Jumbo-Visma           | + 2 min 14 s        |
| 4e                 | Egan Bernal        | Colombie           | Ineos                 | + 3 min 0 s         |
| 5e                 | Emanuel Buchmann   | Allemagne          | Bora-Hansgrohe        | + 3 min 12 s        |
| 6e                 | Thibaut Pinot      | France             | Groupama-FDJ          | + 3 min 12 s        |
| 7e                 | Rigoberto Urán     | Colombie           | EF Education First    | + 4 min 24 s        |
| 8e                 | Jakob Fuglsang     | Danemark           | Astana                | + 5 min 22 s        |
| 9e                 | Alejandro Valverde | Espagne            | Movistar              | + 5 min 27 s        |
| 10e                | Enric Mas          | Espagne            | Deceuninck-Quick Step | + 5 min 38 s        |
| modifier           |                    |                    |                       |                     |

### Classement par points
| Classement par points | Classement par points | Classement par points | Classement par points | Classement par points |
| --------------------- | --------------------- | --------------------- | --------------------- | --------------------- |
|                       | Coureur               | Pays                  | Équipe                | Point(s)              |
| 1er                   | Peter Sagan           | Slovaquie             | Bora-Hansgrohe        | 284 points            |
| 2e                    | Sonny Colbrelli       | Italie                | Bahrain-Merida        | 191 pts               |
| 3e                    | Elia Viviani          | Italie                | Deceuninck-Quick Step | 184 pts               |
| 4e                    | Michael Matthews      | Australie             | Sunweb                | 167 pts               |
| 5e                    | Caleb Ewan            | Australie             | Lotto-Soudal          | 148 pts               |
| 6e                    | Jasper Stuyven        | Belgique              | Trek-Segafredo        | 132 pts               |
| 7e                    | Matteo Trentin        | Italie                | Mitchelton-Scott      | 118 pts               |
| 8e                    | Julian Alaphilippe    | France                | Deceuninck-Quick Step | 112 pts               |
| 9e                    | Greg Van Avermaet     | Belgique              | CCC                   | 101 pts               |
| 10e                   | Dylan Groenewegen     | Pays-Bas              | Jumbo-Visma           | 96 pts                |
| modifier              |                       |                       |                       |                       |

### Classement du meilleur jeune
| Classement général du meilleur jeune | Classement général du meilleur jeune | Classement général du meilleur jeune | Classement général du meilleur jeune | Classement général du meilleur jeune |
|                                      | Coureur                              | Pays                                 | Équipe                               | Temps                                |
| ------------------------------------ | ------------------------------------ | ------------------------------------ | ------------------------------------ | ------------------------------------ |
| 1er                                  | Egan Bernal                          | Colombie                             | Ineos                                | en 56 h 14 min 29 s                  |
| 2e                                   | Enric Mas                            | Espagne                              | Deceuninck-Quick Step                | + 2 min 38 s                         |
| 3e                                   | David Gaudu                          | France                               | Groupama-FDJ                         | + 8 min 0 s                          |
| 4e                                   | Laurens De Plus                      | Belgique                             | Jumbo-Visma                          | + 31 min 56 s                        |
| 5e                                   | Giulio Ciccone                       | Italie                               | Trek-Segafredo                       | + 37 min 10 s                        |
| 6e                                   | Gregor Mühlberger                    | Autriche                             | Bora-Hansgrohe                       | + 40 min 4 s                         |
| 7e                                   | Tiesj Benoot                         | Belgique                             | Lotto-Soudal                         | + 51 min 59 s                        |
| 8e                                   | Søren Kragh Andersen                 | Danemark                             | Sunweb                               | + 1 h 13 min 50 s                    |
| 9e                                   | Gianni Moscon                        | Italie                               | Ineos                                | + 1 h 14 min 43 s                    |
| 10e                                  | Lennard Kämna                        | Allemagne                            | Sunweb                               | + 1 h 16 min 14 s                    |
| modifier                             |                                      |                                      |                                      |                                      |

### Classement du meilleur grimpeur
| Classement du meilleur grimpeur | Classement du meilleur grimpeur | Classement du meilleur grimpeur | Classement du meilleur grimpeur | Classement du meilleur grimpeur |
| ------------------------------- | ------------------------------- | ------------------------------- | ------------------------------- | ------------------------------- |
|                                 | Coureur                         | Pays                            | Équipe                          | Point(s)                        |
| 1er                             | Tim Wellens                     | Belgique                        | Lotto-Soudal                    | 64 points                       |
| 2e                              | Thibaut Pinot                   | France                          | Groupama-FDJ                    | 42 pts                          |
| 3e                              | Thomas De Gendt                 | Belgique                        | Lotto-Soudal                    | 37 pts                          |
| 4e                              | Julian Alaphilippe              | France                          | Deceuninck-Quick Step           | 33 pts                          |
| 5e                              | Giulio Ciccone                  | Italie                          | Trek-Segafredo                  | 30 pts                          |
| 6e                              | Xandro Meurisse                 | Belgique                        | Wanty-Gobert                    | 27 pts                          |
| 7e                              | Steven Kruijswijk               | Pays-Bas                        | Jumbo-Visma                     | 24 pts                          |
| 8e                              | Natnael Berhane                 | Érythrée                        | Cofidis                         | 20 pts                          |
| 9e                              | Emanuel Buchmann                | Allemagne                       | Bora-Hansgrohe                  | 20 pts                          |
| 10e                             | Tiesj Benoot                    | Belgique                        | Lotto-Soudal                    | 16 pts                          |
| modifier                        |                                 |                                 |                                 |                                 |

### Classement par équipes
| Classement par équipes | Classement par équipes | Classement par équipes | Classement par équipes |
|                        | Équipe                 | Pays                   | Temps                  |
| ---------------------- | ---------------------- | ---------------------- | ---------------------- |
| 1re                    | Movistar               | Espagne                | en 169 h 2 min 15 s    |
| 2e                     | Trek-Segafredo         | États-Unis             | + 11 min 5 s           |
| 3e                     | Bora-Hansgrohe         | Allemagne              | + 25 min 10 s          |
| 4e                     | Jumbo-Visma            | Pays-Bas               | + 27 min 9 s           |
| 5e                     | Ineos                  | Royaume-Uni            | + 31 min 45 s          |
| 6e                     | Groupama-FDJ           | France                 | + 32 min 27 s          |
| 7e                     | Mitchelton-Scott       | Australie              | + 39 min 2 s           |
| 8e                     | UAE Emirates           | Émirats arabes unis    | + 45 min 20 s          |
| 9e                     | EF Education First     | États-Unis             | + 46 min 14 s          |
| 10e                    | AG2R La Mondiale       | France                 | + 52 min 6 s           |
| modifier               |                        |                        |                        |

## Abandon
- Maximilian Schachmann (Bora-Hansgrohe) : non-partant

## Le maillot jaune du jour
Chaque jour, un maillot jaune différent est remis au leader du classement général, avec des imprimés rendant hommage à des coureurs ou à des symboles qui ont marqué l'histoire l'épreuve, à l'occasion du centième anniversaire du maillot jaune.
Depuis la première ascension au col du Tourmalet en 1910, le peloton a escaladé 82 fois le Géant des Pyrénées. C'est lui qui est sur le maillot du jour.